# Albrechtice v Jizerských horách
Albrechtice v Jizerských horách település Csehországban, Jablonec nad Nisou-i járásban. Albrechtice v Jizerských horách Desná, Josefův Důl, Tanvald, Jiřetín pod Bukovou és Hejnice településekkel határos. Lakosainak száma 367 fő (2024. január 1.).

## Népesség
A település lakosságának változását az alábbi diagram mutatja:
| Lakosok száma | 2292 | 2266 | 1890 | 684  | 390  | 351  | 338  | 353  | 332  | 367  |
|               | 1869 | 1900 | 1921 | 1961 | 1980 | 2011 | 2016 | 2019 | 2021 | 2024 |